# Lea (cantante)
Lea-Marie Becker, nota semplicemente come Lea (Kassel, 9 luglio 1992), è una cantante tedesca.

## Biografia
Si è fatta conoscere dopo aver collaborato con Gestört aber GeiL nel successo Wohin willst du, brano certificato triplo oro dalla Bundesverband Musikindustrie. Lea ha poi inciso Leiser, singolo certificato platino con cui ha ottenuto il suo miglior posizionamento nella Deutsche Singlechart (13ª posizione). Il brano ha anticipato, assieme a Wunderkerzenmenschen, Zu Dir e Immer wenn wir uns sehn, l'album in studio Zwischen meinen Zeilen (2018), certificato oro dalla BVMI con oltre 100 000 unità equivalenti. Lo stesso esito è stato ottenuto con il terzo LP Treppenhaus (2020); il progetto si è posto nella top five della classifica nazionale. Lea è stata premiata con il New Music Award alla miglior rivelazione del 2018 e candidata per l'MTV Europe Music Award al miglior artista tedesco nel 2020.
I dischi successivi Fluss (2021), Bülowstraße (2023) e Von der Schönheit und Zerbrechlichkeit der Dinge (2024) sono tutti e tre arrivati in top ten in Germania.

## Discografia

### Album in studio
- 2016 – Vakuum
- 2018 – Zwischen meinen Zeilen
- 2020 – Treppenhaus
- 2021 – Fluss
- 2023 – Bülowstraße
- 2024 – Von der Schönheit und Zerbrechlichkeit der Dinge

### EP
- 2019 – Zwischen meinen Zeilen Live

### Singoli
- 2017 – Wunderkerzenmenschen
- 2017 – Leiser
- 2018 – Zu Dir
- 2018 – Immer wenn wir uns sehn (con Cyril)
- 2019 – 110 (Prolog)
- 2020 – Treppenhaus
- 2020 – Okay
- 2020 – 7 Stunden (con Capital Bra)
- 2020 – Beifahrersitz (con Majan)
- 2020 – Das Leben (du warst schon immer so)
- 2020 – Du tust es immer wieder
- 2021 – Schwarz (con Casper)
- 2021 – Wenn du mich lässt
- 2021 – Parfum
- 2021 – Küsse wie Gift (con Luna)
- 2022 – Eigentlich
- 2022 – Dass du mich liebst (con Klan)
- 2022 – In Flammen
- 2023 – Nur noch ein Lied (con Bosse)
- 2023 – 1000 Mal (con Bausa)
- 2023 – Freier Fall (con Berky)
- 2024 – Welt
- 2024 – Chaos (con Dhurata Dora)
- 2024 – Danke dass es dich gibt
- 2024 – Ich mag dich
- 2024 – Phantasie (con Lune)